# The November Man
Pour plus de détails, voir Fiche technique et Distribution.
The November Man ou Nom de code : Novembre au Québec est un film d'espionnage américano-britannique réalisé par Roger Donaldson, sorti en 2014. Il est adapté du roman There Are No Spies de Bill Granger.

## Synopsis
En 2008, l'agent de la CIA Peter Devereaux, alias « The November Man », supervise le jeune agent David Mason lors d'une opération au Monténégro. Mason désobéit aux ordres et plusieurs innocents sont tués.
Cinq ans plus tard, Peter s'est retiré et vit désormais à Lausanne. Son ancien patron John Hanley parvient à le convaincre de reprendre du service. Il doit exfiltrer de Russie une ancienne espionne, Natalia, qu'il a connue à Berlin. Elle détient des renseignements très compromettants sur le futur président de la République de Russie. Mais rien ne se passe comme prévu.

## Fiche technique
Sauf indication contraire, les informations mentionnées dans cette section peuvent être confirmées par la base de données cinématographiques IMDb,  présente dans la section « Liens externes ».
- Titre original et français : The November Man
- Titre québécois : Nom de code : Novembre[1]
- Réalisation : Roger Donaldson
- Scénario : Michael Finch et Karl Gajdusek, d'après There Are No Spies de Bill Granger
- Direction artistique : Kevin Kavanaugh
- Décors : Jasna Dragovic
- Costumes : Bojana Nikitovic
- Photographie : Romain Lacourbas
- Montage : John Gilbert
- Musique : Marco Beltrami
- Production : Sriram Das et Beau St. Clair
- Sociétés de production : Irish DreamTime et SPD Films ; Das Films, Envision Entertainment Corporation, Merced Media Partners et Solution Entertainment Group (coproductions)
- Sociétés de distribution : Relativity Media (États-Unis)
- Budget : 15 000 000 $

- Pays d’origine :  États-Unis,  Royaume-Uni

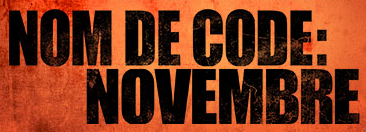
Logo québécois du film.

- Langues originales : anglais, russe
- Format : couleur
- Genre : espionnage
- Durée : 108 minutes
- Dates de sortie :
  -  États-Unis,  Canada[1] : 27 août 2014
  -  France : 29 octobre 2014

## Distribution
- Pierce Brosnan (VF : Thibault de Montalembert ; VQ : Daniel Picard) : Peter Devereaux / « The November Man »
- Luke Bracey (VF : Marc Arnaud ; VQ : Jean-François Beaupré) : David Mason
- Olga Kurylenko (VF : Isabelle Volpé ; VQ : Annie Girard) : Alice Fournier / Mira Filipova
- Bill Smitrovich (VF : Jean-Bernard Guillard ; VQ : Vincent Davy) : Hanley
- Eliza Taylor-Cotter (VF : Daniela Labbé Cabrera ; VQ : Geneviève Déry) : Sarah
- Will Patton (VF : Serge Biavan ; VQ : Benoît Rousseau) : Perry Weinstein
- Caterina Scorsone (VF : Élisabeth Ventura ; VQ : Nadia Paradis) : Celia
- Lazar Ristovski : Arkady Federov
- Amila Terzimehic : Alexa
- Mediha Musliovic : Natalia Ulanova
- Masa Dakic : Michelle, la serveuse
- Nina Mrdja : Mira Filipova, à 15 ans

Source: version québécoise (VQ) sur Doublage.qc.ca et Version Française (VF) selon le carton de doublage.

## Production

### Tournage
Le tournage a lieu au Monténégro (Sveti Stefan, Petrovac na Moru, Perast, Herceg Novi) et en Serbie (notamment à Belgrade).